# Station Mottisfont & Dunbridge
Mottisfont & Dunbridge is een spoorwegstation van National Rail in Dunbridge, Test Valley in Engeland. Het station is eigendom van Network Rail en wordt beheerd door South Western Railway. 